# Palazzo Silvestri-Rivaldi
Palazzo Silvestri-Rivaldi è un palazzo storico di Roma.

## Storia

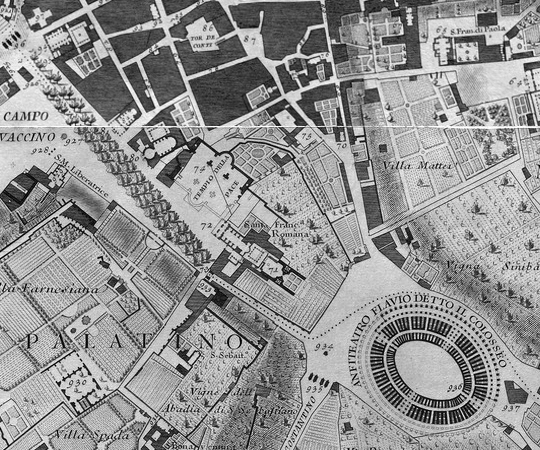
Dalla Nuova Topografia di Roma di G.B. Nolli (1748): Palazzo Silvestri è l'edificio siglato col numero 75. Si nota l'estensione dei giardini della villa, grandemente ridimensionati nel '900 con lo sbancamento della collina della Velia su cui essi insistevano

Il palazzo ha una storia di incompiutezze e disamori: voluto e iniziato nei primi anni ‘40 del Cinquecento per volontà di Eurialo Silvestri, cameriere segreto di papa Paolo III, i suoi lavori furono interrotti quando la morte del papa troncò le speranze di carriera del Silvestri.
Nel 1577 gli eredi lo cedettero a vita al cardinale Alessandro de' Medici, futuro papa Leone XI, che a sua volta nel 1591 lo affittò a Marzio e Marc'Antonio Colonna. Alla morte del Medici gli eredi Silvestri vendettero la villa, nel 1609, al cardinale Lanfranco Margotti, che però morì due anni dopo. Dopo alcuni anni di incuria, gli eredi Margotti la vendettero nel 1626 ad un altro cardinale, Carlo Emmanuele Pio di Savoia, che morì una quindicina d'anni dopo.
Alla sua morte, la proprietà fu venduta al "Conservatorio delle Zitelle Mendicanti", patrocinato da un monsignore Ascanio Rivaldi, che fece di quest'opera pia il principale beneficiario della sua eredità. I Conservatori delle zitelle - assai numerosi a Roma - erano collegi dove venivano ospitate donne povere e le loro figlie, per sottrarle alla strada e dar loro un lavoro, e anche una piccola dote alle giovani. La villa fu così ristrutturata per diventare convitto e fabbrica tessile in cui erano impiegate le donne assistite. Come la gran parte delle analoghe istituzioni romane, dopo l'Unità d'Italia il conservatorio fu trasformato in "Pio Istituto" (Rivaldi, in questo caso).
Il colpo peggiore al complesso fu inferto nel 1932, con la realizzazione della "via dell'Impero" (oggi via dei Fori Imperiali), che comportò lo sbancamento della Velia, la collina su cui insisteva il giardino, che originariamente arrivava fino all'abside della basilica di Massenzio e fu distrutto quasi per intero insieme con gli arredi rinascimentali e barocchi.
Mutilata, nel 1975 la villa passò all'Istituto Santa Maria in Aquiro (ISMA). Il palazzo restò inutilizzato e fu quindi occupato da gruppi vicini al “Movimento” politico degli anni ‘70, prendendo così il nome di "Convento Occupato". Conclusasi quell'esperienza negli anni ‘80, il complesso ha versato per molti anni in uno stato di completo abbandono, minacciato da cedimenti strutturali.

## Arte e artisti al Convento Occupato

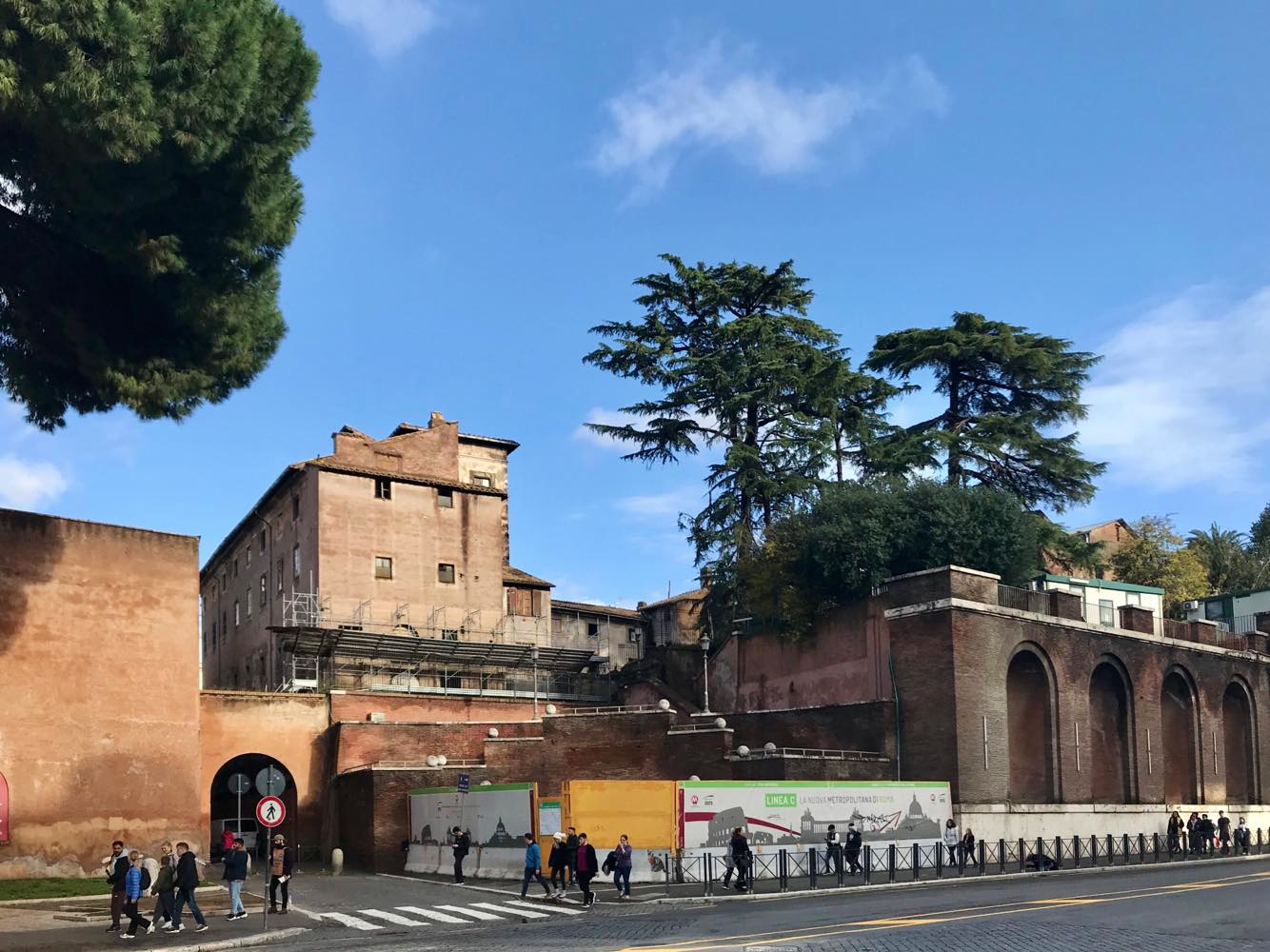
Vista di Palazzo Rivaldi da via dei Fori Imperiali, dicembre 2019

Il convento fu occupato durante gli anni settanta (nel novembre del 1976 subito dopo l'occupazione di via del Governo Vecchio da parte delle femministe), come accadde in quel periodo per molti altri grandi edifici (conventi ma non solo), appartenenti a patrimoni immobiliari lasciati in abbandono dagli enti religiosi che li avevano ereditati. Queste occupazioni "inventarono", durante gli anni '70-'80, dei luoghi dove si svolgeva un insieme di attività: arte, cultura, sperimentazione e politica potevano convivere ed interagire in uno spazio multifunzionale e autogestito. Furono il modello per i centri sociali negli anni novanta.
In quegli anni molti sono stati gli artisti che si sono fermati a lavorare negli spazi del Convento Occupato: il gruppo musicale Stradaperta, l'attrice e cantante folk Muzzi Loffredo, il batterista statunitense Marvin Boogaloo Smith, il percussionista Karl Potter e molti altri fra i quali Antonello Venditti e il Banco del Mutuo Soccorso. Un concerto di tale gruppo poiché nella vicina Basilica di Massenzio era programmato in contemporanea un concerto di musica classica, nell'ambito dell'estate romana di Nicolini, fu sospeso d'accordo fra gli organizzatori dei due eventi e tutti i presenti al concerto del gruppo pop si trasferirono nella Basilica dall'altra parte di via dei Fori Imperiali per poi ritornare nel cortile di palazzo Rivaldi ad ascoltare il concerto del Banco del Mutuo Soccorso.
Nel corso degli anni il Convento Occupato è stato utilizzato come sede per laboratori di serigrafia, un asilo nido, un cineforum nonché di numerosissimi concerti ospitati nell'ampio cortile, spettacoli teatrali d'avanguardia, mostre, e corsi di musica e teatro. Fra gli artisti che hanno presentato loro spettacoli al Convento Occupato si possono nominare: Stradaperta (il loro concerto del febbraio 1977 fu trasmesso dalla allora popolare trasmissione della RAI "L'altra domenica" diretta da Renzo Arbore), il cantautore americano Shawn Phillips, il percussionista Tony Esposito, la Nuova Compagnia di Canto Popolare, il cantautore Franco Battiato all'epoca ancora poco conosciuto, i cantautori Rino Gaetano e Stefano Rosso, la pianista Patrizia Scascitelli, il percussionista Massimo de Majo, Muzzi Loffredo (con la prima di "Un Giorno Lucifero" nell'Aprile 1978), e molti altri rappresentanti dell'avanguardia artistica romana di quegli anni.

## Attualità
A seguito di una consultazione pubblica effettuata da parte dell'Agenzia del Demanio, il palazzo è stato indicato dalla maggioranza dei consultati come destinato a sede museale. Secondo il parere del comitato Italia Nostra potrebbe costituire un ideale Antiquarium del vicino Foro Romano (comunque già dotato dell'Antiquarium Forense).
Dal luglio 2018, grazie alla Soprintendenza Speciale Archeologia Belle Arti e Paesaggio di Roma, ne era stato avviato lo studio e il restauro da parte di studenti di architettura dell'Università "La Sapienza" e di allievi dell'Istituto superiore per la conservazione ed il restauro. Nel 2020 il Ministero per i beni e le attività culturali stanziò ulteriori 35 000 000 € per il restauro, e il ministro Dario Franceschini affermò che il palazzo avrebbe potuto ospitare la nuova sede del Museo Torlonia.